# 攪乱
| ウィキペディアには「攪乱」という見出しの百科事典記事はありません（タイトルに「攪乱」を含むページの一覧/「攪乱」で始まるページの一覧）。 代わりにウィクショナリーのページ「攪乱」が役に立つかもしれません。 |